# モンカイ
座標: 北緯21度32分 東経107度58分 / 北緯21.533度 東経107.967度
モンカイ（ベトナム語：Thành phố Móng Cái / 城庯硭街  発音、中国語: 芒街）は、中国の東興に国境を接するベトナム北部クァンニン省の都市。人口約78,000人。ベトナムで他の若干の地域とともに一世帯あたりの平均収入が20,000米ドルを上回っている最も裕福な都市のうちの1つとして知られ、チャンフー坊はその裕福なエリアの一つである。

## 経済
2006年度、モンカイの中越国境を通して行われた貿易取引額は21億USDであり、中越国境の中では最高である。モンカイの銀行を経たキャッシュ・フローは、2006年度で55億USDであり、ホーチミン市とハノイに次ぐ第3位に位置している。モンカイはまた、中心部に5つの市場があるゆえに「市場の町」としても知られ、観光客はそこで何でも手に入れることができる。

## 観光
市中心部から南に7kmほどいった所にチャーコービーチがあり、モンカイには毎年ハノイやハイフォンからの多くのベトナム人観光客が訪れる。2つの五つ星ホテルとたくさんの民宿とゲストハウスがあり、観光客のための十分な宿が提供されている。

## 言語
モンカイでは、数多くの言語が話されている。誰でも、自国語としてベトナム語を話し、広東語は中心の市場で広く話される。そして、英語はより若い世代の第二言語になっている。特に商業地では、中国の北京語も話される。

## 行政区画
モンカイは、以下の行政単位に区分される。
- 坊（phường、坊）
  - ホアラク（Hòa Lạc / 和樂）
  - チャンフー（Trần Phú / 陳富）
  - カロン（Ka Long / 卡隆）
  - ニンズオン（Ninh Dương / 寧陽）
  - チャーコー（Trà Cổ / 茶古）
  - ハイイエン（Hải Yên / 海安）
  - ハイホア（Hải Hòa / 海和）
  - ビンゴク（Bình Ngọc / 平玉）
- 社（xã、社）
  - バクソン（Bắc Sơn / 北山）
  - ハイティエン（Hải Tiến / 海進）
  - ハイドン（Hải Đông / 海東）
  - ハイスアン（Hải Xuân / 海春）
  - ハイソン（Hải Sơn / 海山）
  - クアンギア（Quảng Nghĩa / 廣義）
  - ヴァンニン（Vạn Ninh / 萬寧）
  - ヴィントゥク（Vĩnh Thực / 永殖）
  - ヴィンチュン（Vĩnh Trung / 永中）